# Jataí-da-terra

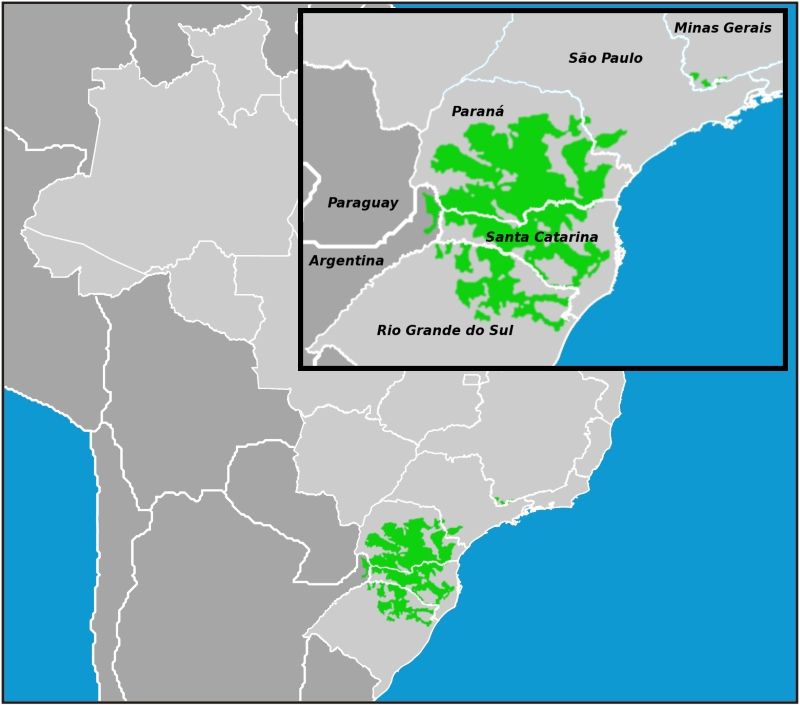
A floresta úmida do Brasil que é o local do habitat da Paratrigona Subnuda e onde elas vazem seus ninhos de subsolo podem ser encontrados

Paratrigona subnuda, popularmente conhecida como "jataí-da-terra", é uma espécie de abelha sem ferrão eusocial na família Apidae e tribo Meliponini. Essas abelhas sociais são predominantes em florestas neotropicais, incluindo a mata atlântica brasileira e outras florestas da América do Sul. Habitam ninhos esféricos em ambientes subterrâneos úmidos com seus habitats florestais. Dentro de seus habitats neotropicais, o P. subnuda é considerada uma espécie  de abelha muito bem sucedida e comum. A P. subnuda tem sua principal fonte de alimento no pólen e o néctar de uma grande variedade de plantas tropicais nativas mesoamericanas. Elas têm sido extensivamente estudadas devido a conflitos sociais decorrentes de comportamentos de um único parceiro e comportamentos particulares das abelhas virgens . A P. subnuda também exibe o comportamento diário particular em que eles abrem a entrada do ninho ao amanhecer e fecham a entrada ao anoitecer quando todas as suas atividades estão feitas.

## Taxonomia e filogenia
P. subnuda pertence à família Apidae, mas excede em muito a diversidade e distribuição de habitat em comparação com a Abelha-europeia. As abelhas sem ferrão surgiram como uma força importande na  Ecozona Neotrópica no final do período Cretáceo.
P. subnuda pertence à tribo das Meliponini, que é definida por diferenças fenotípicas distintas dos vasos dorsais. P. subnuda também pertence ao gênero Paratrigona encontrado especificamente na Mesoamérica.